# Palazzo del Pretorio (Cevio)
Il Palazzo del Pretorio (anche Palazzo della Pretura o semplicemente Pretorio; anticamente Palazzo della Residenza) è uno storico edificio di Cevio nel Canton Ticino.

## Storia
Il palazzo venne eretto verso la metà del XVI secolo come sede amministrativa da cui operava il balivo della Valle Maggia. L'edificio è oggetto di un restauro tra il 1975 e il 1981. Ospita oggi la pretura di Valle Maggia, la polizia, gli uffici dello Stato civile e del registro fondiario e altri servizi pubblici cantonali.
L'edificio è iscritto nell'inventario svizzero dei beni culturali d'importanza nazionale.

## Descrizione
Il palazzo, di pianta quadrangolare, si sviluppa su tre piani. La facciata principale, rivolta verso la piazza, è decorata da diversi affreschi del XVII e del XVIII secolo, ritraenti i blasoni dei cantoni confederati e gli stemmi delle famiglie dei balivi che si sono succeduti a Cevio. A questi si aggiungono cinque tondi raffiguranti soggetti religiosi.